# Шведчиков, Константин Матвеевич
Константи́н Матве́евич Шве́дчиков (1884, Мелеть, Вятская губерния — 1952, Москва) — большевик, соратник Ленина, советский государственный деятель, организатор кинопроизводства.

## Биография
Родился в 1884 году в селе Мелеть Вятской губернии в семье лесного сторожа. Окончив реальное училище, уехал в Санкт-Петербург. Член РСДРП с 1904 года. Сотрудничал в газете «Наша жизнь» и вскоре занялся революционной деятельностью. В 1906 году был организатором боевых дружин. В 1908 году арестован и выслан на три года в Архангельскую губернию. В 1912 году, вернувшись в Петербург, работал в журнале «Просвещение», ведал пересылкой нелегальной литературы из-за рубежа. В 1914 году перешёл на нелегальное положение. В ноябре 1914 года арестован и сослан в Якутскую область.
С марта 1917 года был заведующим конторой газеты «Правда». В июле 1917 года арестован Временным правительством, затем освобождён.
В ноябре 1918 года назначен комиссаром по распределению бумаги Главного бумажного комитета (Главбума), с февраля 1920 года — чрезвычайным уполномоченным Совета народных комиссаров по делам бумажной промышленности и печати; одновременно был членом редакционной коллегии Госиздата РСФСР. С 1922 года — председатель правления Центрального треста целлюлозной и бумажной промышленности (Центробумтреста). С 1924 года занимал должность начальника Управления регулирования и был членом коллегии Наркомвнешторга, с 1925 года (по другим сведениям с конца 1924 года) — председателем правления «Совкино». Входил в состав Художественного совета по делам кино при Главполитпросвете. Член Кинокомитета при СНК СССР. С его именем связаны успехи в становлении и развитии отечественной киноотрасли в 20-е годы. В 1930 году назначен заместителем председателя правления «Союзкино».
С августа 1932 года был членом коллегии Наркомздрава и директором Всероссийского объединения курортов. С мая 1936 года работал председателем Комитета по заповедникам при Президиуме ВЦИК РСФСР, с 1939 года — начальником Главного управления по заповедникам, зоопаркам и зоосадам при Совнаркоме РСФСР (в дальнейшем — Главного управления по заповедникам при Совете Министров РСФСР). Руководил ведомством более десяти лет. Член Всесоюзного общества старых большевиков ВКП(б) .
Избирался делегатом (с совещательным голосом) XVI съезда ВКП(б).
Похоронен в колумбарии Новодевичьего кладбища (67-я секция).

## Награды
- орден Трудового Красного Знамени (11 января 1935)[29]